# 賽普勒斯
賽普勒斯共和國（羅馬化：Kypriakí Dimokratía），通稱賽普勒斯，是位於歐亞大陸交匯處地中海東部的一個島國，面積9,251平方公里。
已知人類在賽普勒斯的活動足跡最早可以追溯至西元前一萬年，此一時期的遺址有喬伊魯科蒂亞，為新石器時代保存至今依然完好的建築群。賽普勒斯因地處地中海進入西亞地區的要衝，從古至今已被西臺、亞述、埃及、波斯、亞歷山大大帝、羅馬帝國、阿拉伯哈里發王朝、奧瑪亞王朝、威尼斯及土耳其奧斯曼帝國等外來勢力侵略或佔領過。1878年起，為英國所管理，直至於1959年獲得獨立，隔年成為大英國協會員國。賽普勒斯獨立後的主要民族為希腊人和土耳其人，兩者之間冲突不断，直至1974年爆發嚴重的族群衝突。1983年，居住北部的土耳其裔賽普勒斯人，在土耳其的支持下宣布成立「北賽普勒斯土耳其共和國」，遵循其自創之憲法，並擁有獨自運作之政府組織及民意機構，但僅獲土耳其一國承認。因此賽普勒斯共和國法理主權為賽普勒斯全島及其周圍海域（除了一小部分地區因為條約分配予英國作為軍事基地），然而事實上（希臘人政权）有效統治區域仅为南方，占全島面积的63%。
雖然賽普勒斯在地理分類上位於西亞，但自古與歐洲的人文和貿易往來關係密切，自我認同為歐洲國家，賽普勒斯共和国于2004年5月1日正式加入歐盟成为欧洲联盟成员国。

## 國名
希臘文為（拉丁文字轉寫：「Kypriakí Demokratía」），簡稱；土耳其文為，簡稱，中華民國官方翻譯為「賽普勒斯」，中华人民共和国和新加坡共和國官方則翻譯為「塞浦路斯」。在政治意義上，與北賽普勒斯相對，又稱南賽普勒斯。土耳其不承認賽普勒斯共和國政府對於全島的主權，只稱之為「南塞浦路斯希臘族政權」。
实际在现代希腊语中“塞浦路斯（Κύπρος）”的发音接近“基普洛斯”，“塞浦路斯”或「賽普勒斯」應為英语“Cyprus”的音譯。

## 歷史
距今一萬年前的舊石器時代晚期，本島已經有先民活動的痕跡. 
到了距今約8000年前，本地出現了定居的村落。公元前16世紀，希臘人移居。賽普勒斯島在古時包括亞述帝國時期被犹太人稱為基提島（Kittim）。公元前709年－前525年間，先後被亞述、埃及和波斯人征服。
公元前58年起，羅馬帝國在这里建立塞浦路斯行省，持續400年。公元395年歸屬拜占庭帝國。公元1489年被威尼斯共和国吞并。1571年由土耳其奧斯曼帝國占领，1573年正式割让。
1878年由英國吞并賽普勒斯，英國開始對賽普勒斯長達82年的管理。1925年為英國的直轄殖民地。
1959年2月，英國、希臘、土耳其簽訂《蘇黎世－倫敦協定》，希臘、土耳其、塞浦路斯三國簽訂《聯盟條約》。希、土、英3國保證賽普勒斯的獨立。1960年8月16日，宣佈獨立，成立賽普勒斯共和國。組成希、土兩族聯合政府。1963年底，希、土兩族因制憲問題發生嚴重流血衝突。
1974年7月，希臘右翼軍人政權在賽普勒斯策動政變，土耳其以此為由出兵入侵塞浦路斯。1975年2月，土耳其人在賽普勒斯北部自行宣佈建立“塞浦路斯土族邦”。1983年，土耳其人在賽普勒斯北部自行宣佈成立北塞浦路斯土耳其共和國，但不獲國際社會的承認。
2004年4月24日，舉行全民公決，科菲·安南的塞浦路斯安南計劃結果無效。同年5月1日，塞浦路斯共和國（希臘人的區域）單獨加入歐洲聯盟，成為歐盟正式成員國。
2017年7月7日，聯合國介入賽普勒斯與北賽普勒斯談判失敗。2018年10月16日，聯合國預定26日將為賽普勒斯雙方領導人主持會談，兩方合併和談。2019年8月9日，塞普勒斯雙方領袖赴瑞士進行會談，决定恢复统一谈判并在8月底前确定谈判内容，然后在9月与联合国秘书长举行共同会晤。

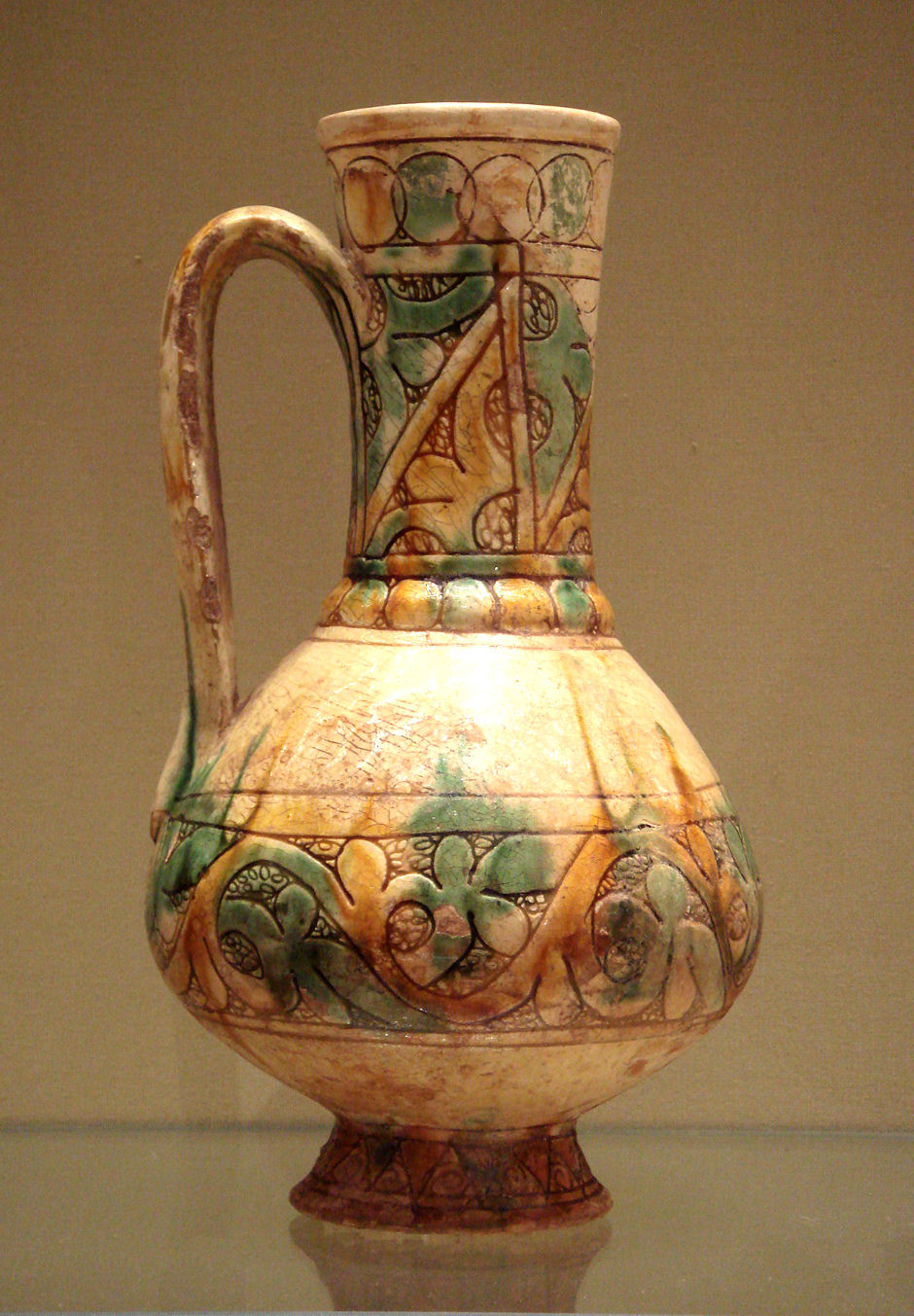
出土的14世紀花瓶
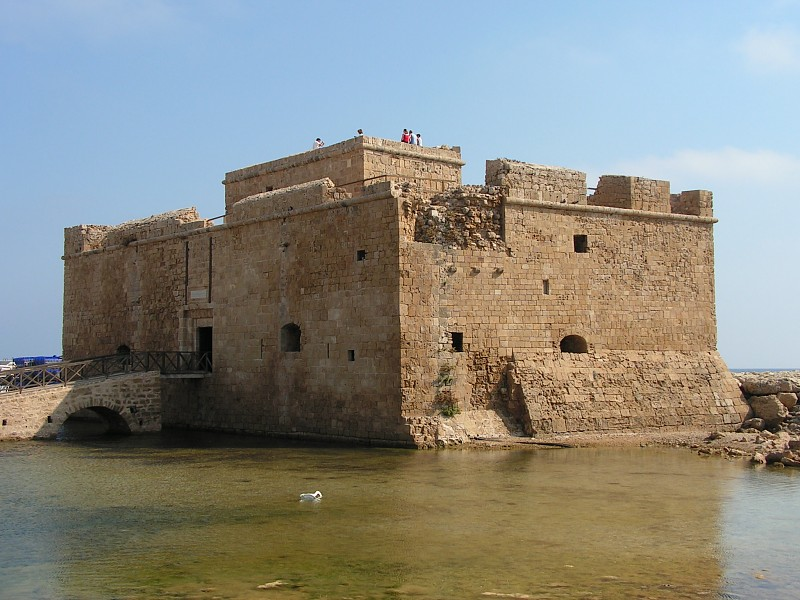
帕佛斯城堡
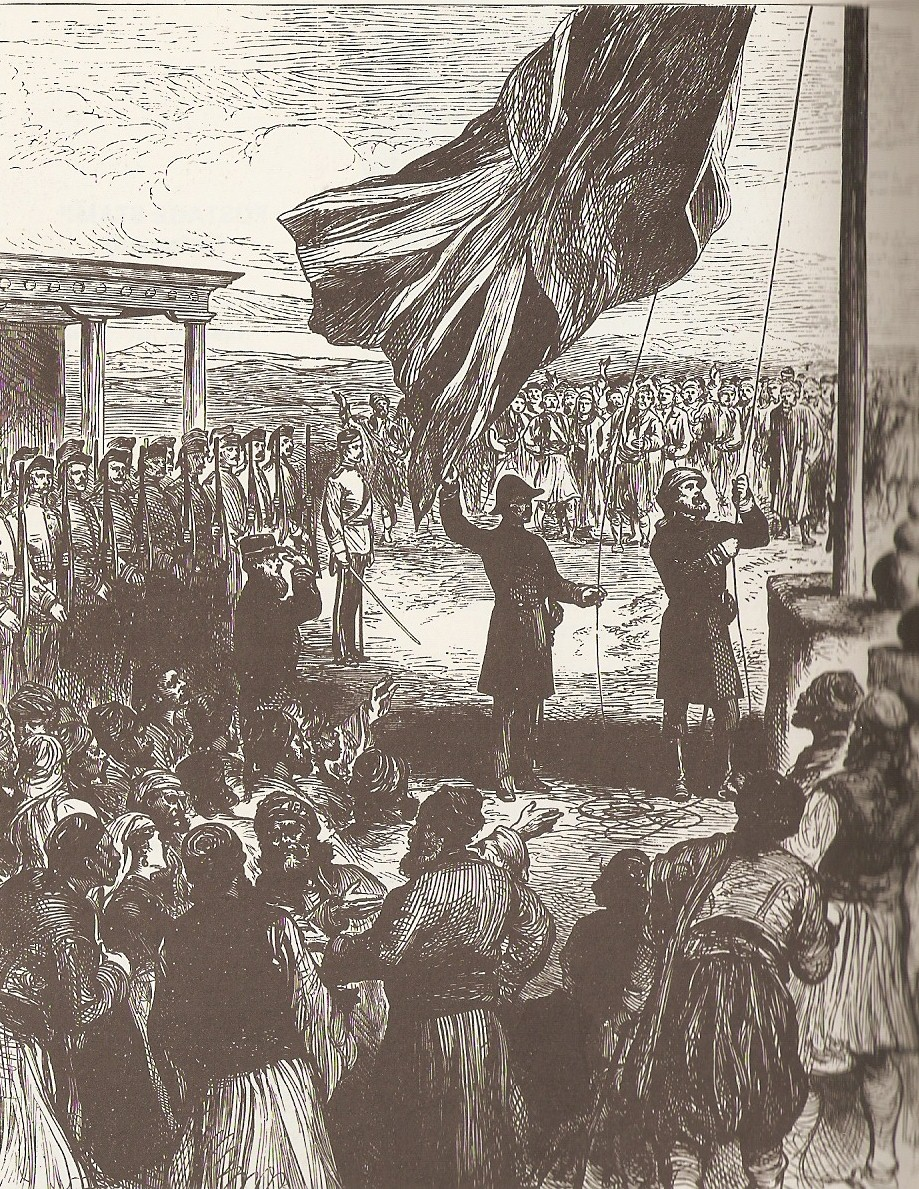
1878年，英国国旗在尼科西亚升起，标志着英国开始管理賽普勒斯。
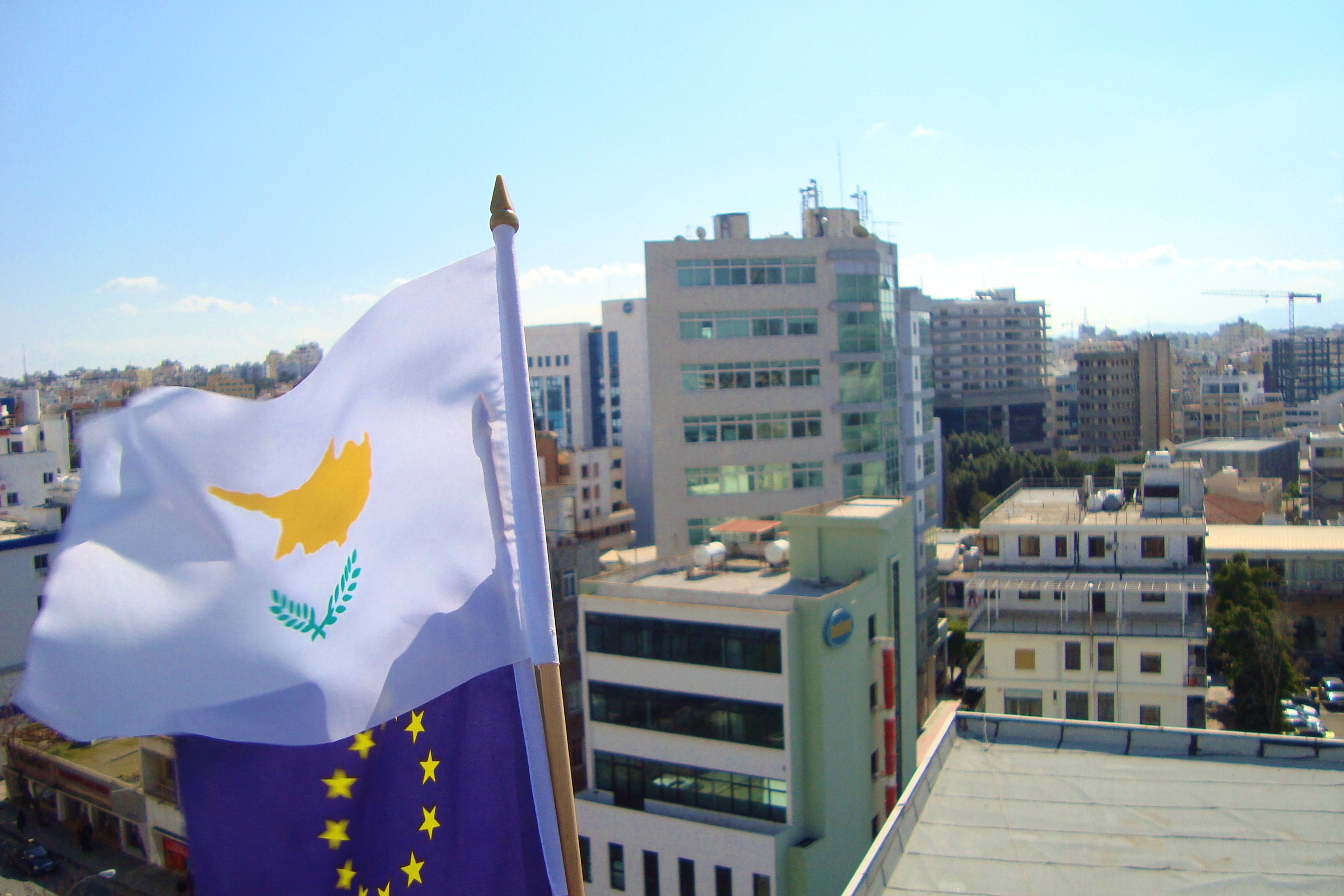
2004年5月1日，賽普勒斯共和国加入欧盟。

## 政治
賽普勒斯目前分裂為兩個政權：
- 賽普勒斯：南部的希臘人政權，即賽普勒斯共和國，故俗稱南賽普勒斯，得到國際社會的承認。是联合国会员国和欧盟成员国。
- 北賽普勒斯：北部的土耳其人政權，即北賽普勒斯土耳其共和國，現時僅得到土耳其的承認，並由土耳其人有效控制。在1990年－1995年曾被自行宣布独立的纳希切万自治共和国所承認。

賽普勒斯的希臘人和土耳其人2004年4月24日就聯合國秘書長科菲·安南關於賽普勒斯島統一方案同時舉行全民公決。雖然土耳其人支持了安南的方案，但南部的希臘人以絕對多數反對該方案，因而使安南的方案被否決。
2004年5月1日，賽普勒斯的希臘人區域單獨加入歐盟。
劳动人民进步党候选人季米特里斯·赫里斯托菲亞斯于2008年當選總統，劳动人民进步党首次成為執政黨，亦是歐盟國家中首個民選產生的共產黨總統。

### 外交
賽普勒斯共和国和北马其顿共和国两国于2019年8月29日建交。

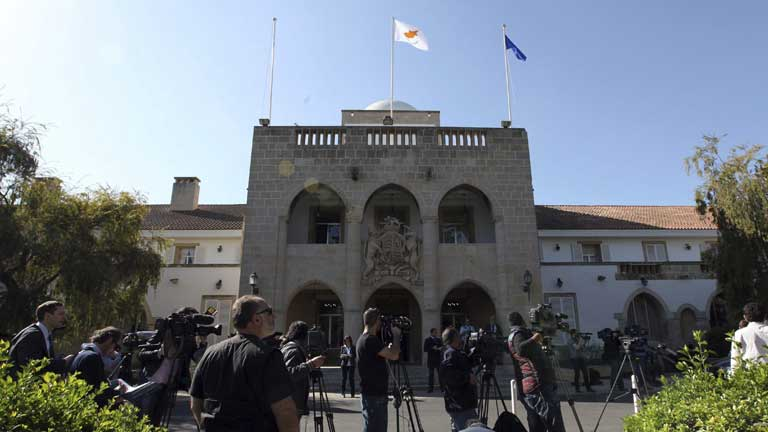
賽普勒斯总统府
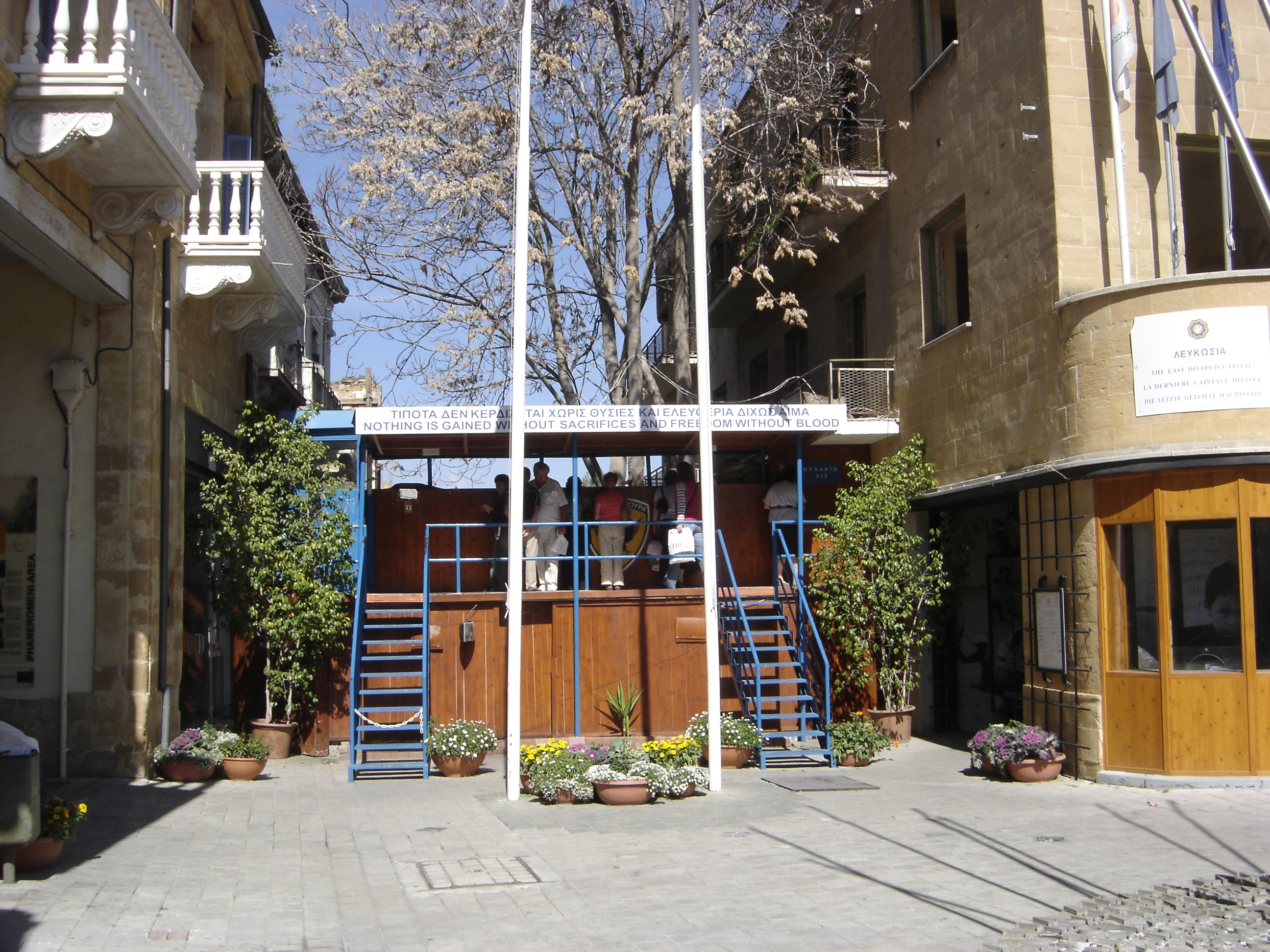
聯合國緩衝區界線

## 行政區劃

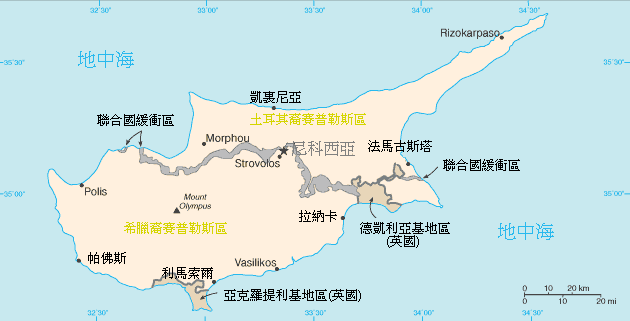
賽普勒斯地圖

賽普勒斯岛分為四個分屬不同管轄實體的區域，包含賽普勒斯共和國實際掌控的領土、名義上屬於賽普勒斯共和國而實際上由北賽普勒斯土耳其共和國實際控制的區域、由聯合國暫管的緩衝區和由英軍管轄的英屬基地區。
塞浦路斯共和国在行政上划分为6个区：尼科西亚区、利马索尔区、拉纳卡区、法马古斯塔区、帕福斯区和凯里尼亚区。1974年土耳其入侵塞浦路斯並佔領塞浦路斯北部後，塞浦路斯共和國失去凯里尼亚区全境、法马古斯塔区的大部分、尼科西亞區的大部分與拉納卡區的小部分的控制權。

### 飞地
塞浦路斯有四块外飞地，全部位于英国的泽凯利亚主权基地区内。有两块是两个村庄。第三个是泽凯利亚发电厂，而它又被一条属于英国主权基地区的道路分为两半。而南半部虽然靠海，但周围的领海属于英国主权基地区，所以那也是外飞地。
賽普勒斯聯合國緩衝區从西延申到泽凯利亚，然后从泽凯利亚延申到东部海边。在这个意义上缓冲区和英国主权基地区把岛屿东南部的帕拉利姆尼地区隔为一个事实上的，尽管不是法律上的外飞地。

## 地理
賽普路斯位於亞洲西部，是地中海東部的島國。賽普勒斯岛是地中海第三大島，仅次于西西里岛和撒丁岛，海岸線長537千米。北部為狹長山脈，多丘陵；西南部為山脈，地勢較高；中部是美索利亞平原。島上無常流河，只有少數間歇河。屬溫帶地中海型氣候，夏季炎熱乾燥，平均氣溫28－35℃，冬季溫和濕潤，氣溫4－10℃。

## 經濟
賽普勒斯為傳統的農業國，並著重旅遊業的發展。人民相对富足，人均國內生產總值高於歐盟平均數。
2013年，受歐債危機困擾的賽普勒斯政府為獲得歐元區援助而決定向銀行儲戶收取存款稅，挽救當地面臨破產的銀行業。根據徵稅建議，存款10萬歐元以下儲戶徵稅3%，10萬歐元至50萬歐元之間徵收10%，超過50萬歐元按照15%的稅率徵稅。此前的方案為對存款10萬歐元以下儲戶的徵稅稅率為6.75%，超過這一水準為9.9%。此舉引起當地居民嘩然，當地多間銀行和提款機更出現擠兌情況。

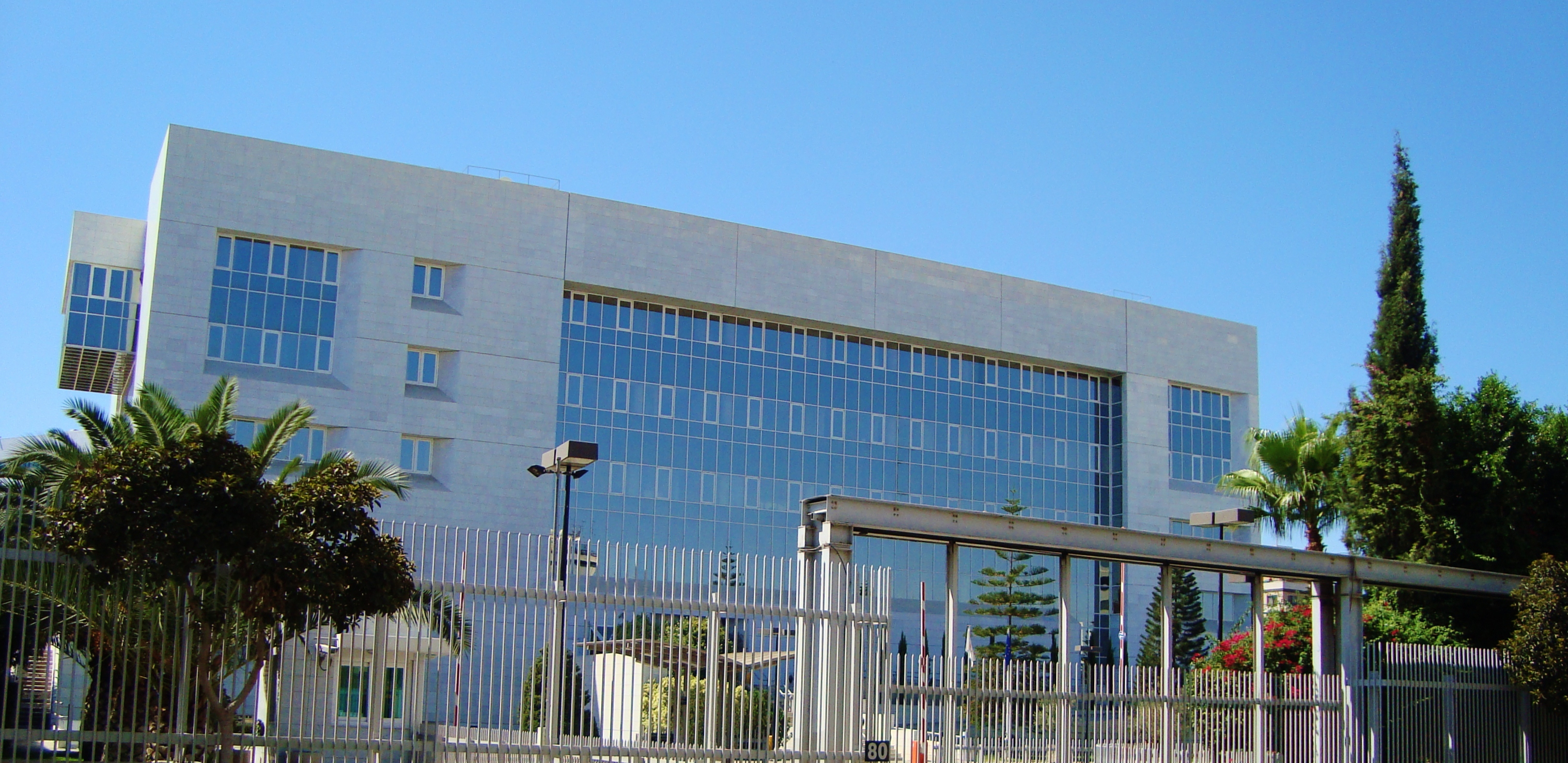
塞浦路斯中央银行
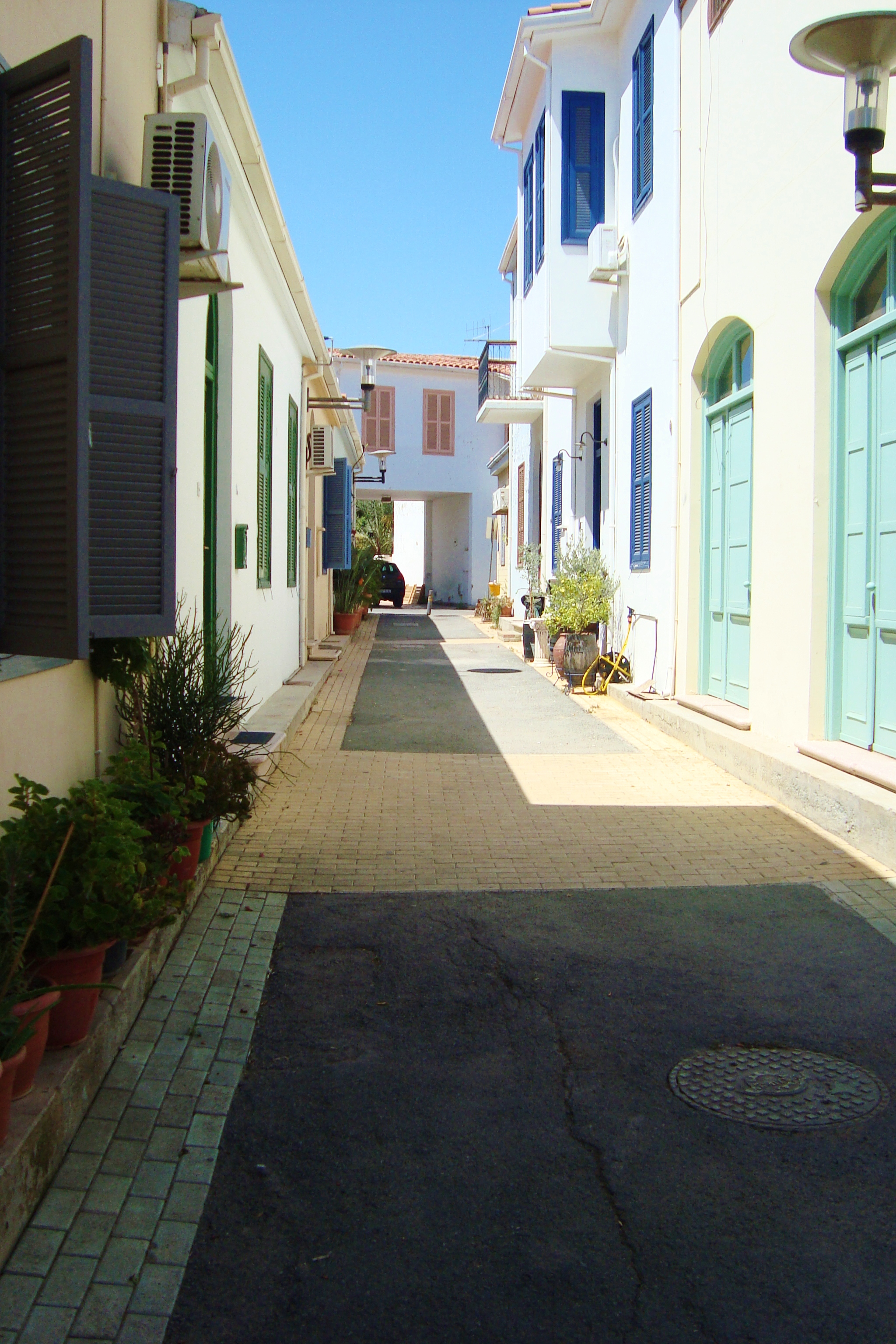
塞浦路斯的房屋
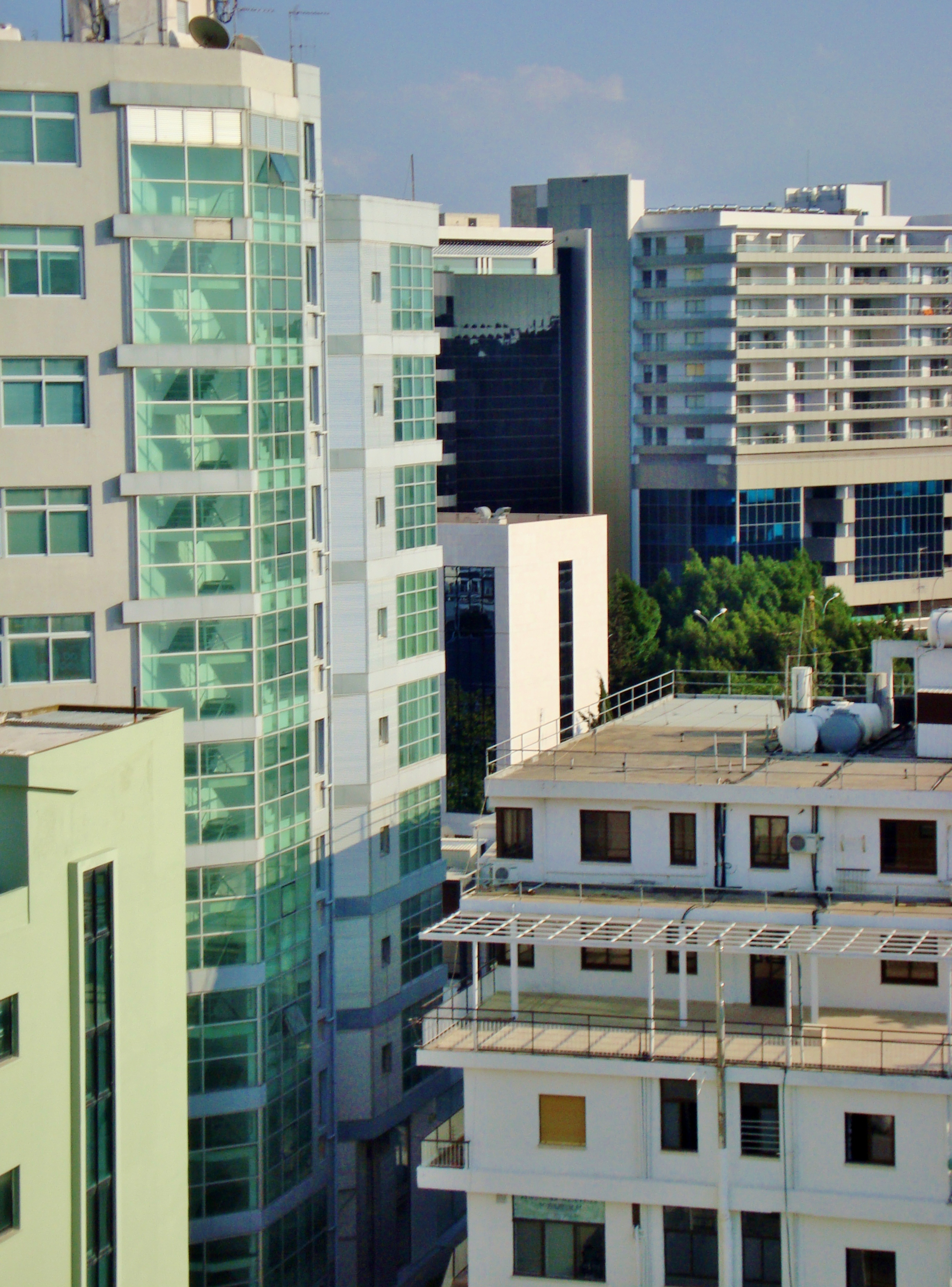
金融區
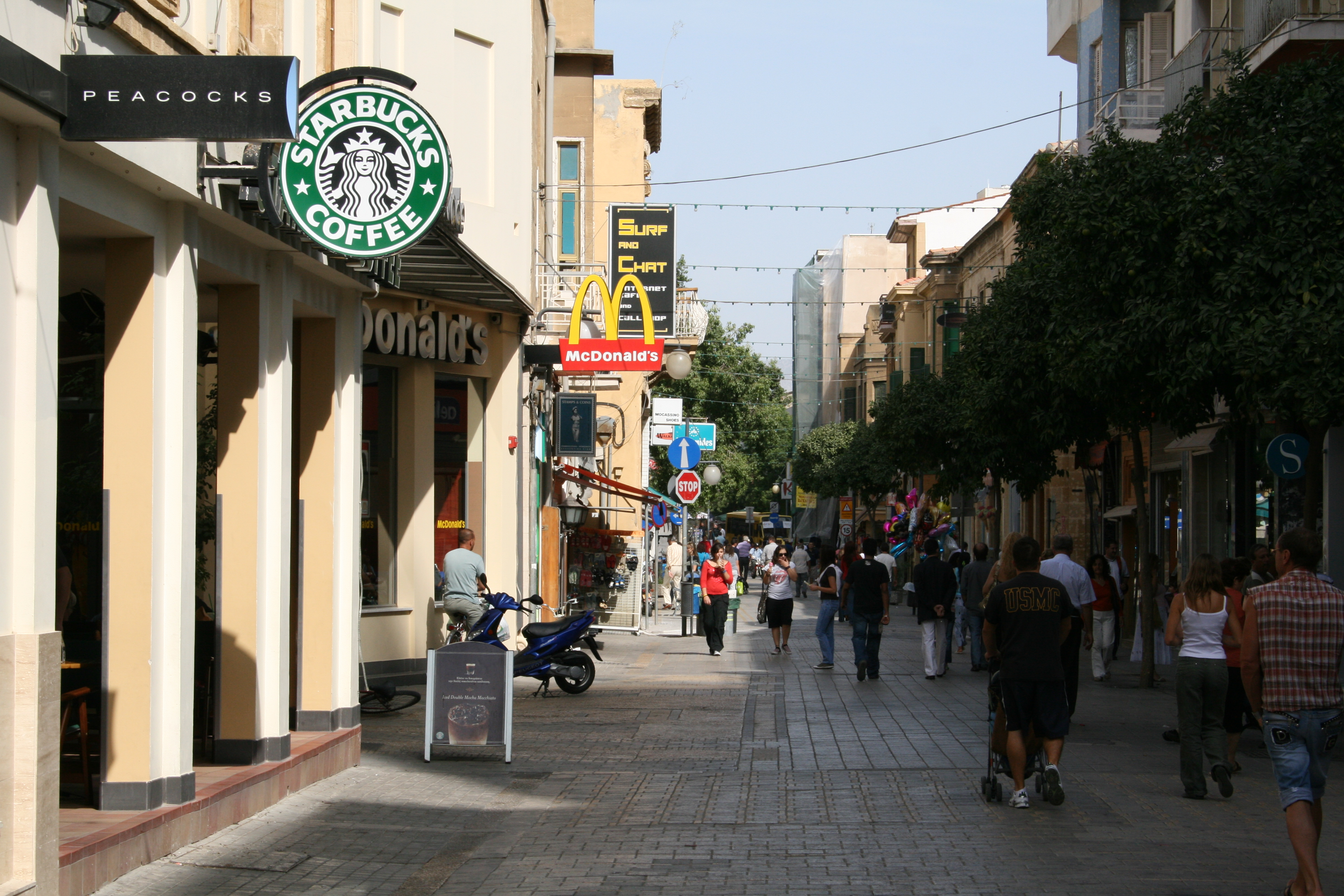
尼古西亞商業街

## 人口
2003年，人口已超過80萬，希臘裔賽普勒斯人約占85.2％，土耳其裔賽普勒斯人約占11.6％。
自2000年起，大量外籍勞工從菲律賓、泰國、斯里蘭卡等地前來工作。
2011年人口838,897（不包括北賽普勒斯）。2013年全島估計人口1,141,166。
2021年，賽普勒斯人口為1,244,188人。

## 军事
賽普勒斯国民警卫队（Εθνική Φρουρά，Ethnikí Frourá），为賽普勒斯的武装部隊，由陆军、海军、空军、以及特别武装单位组成。

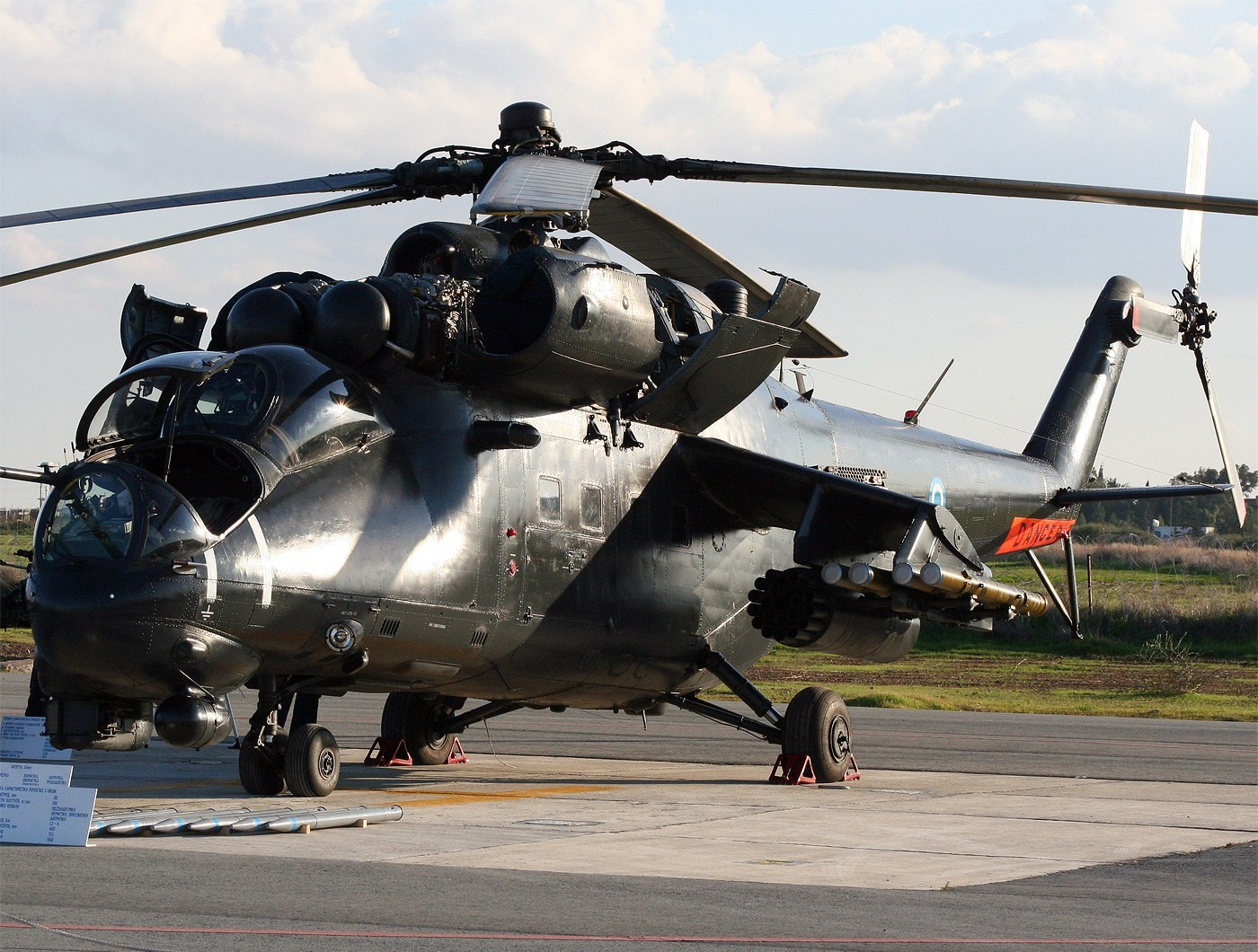
Mi-24雌鹿直升機
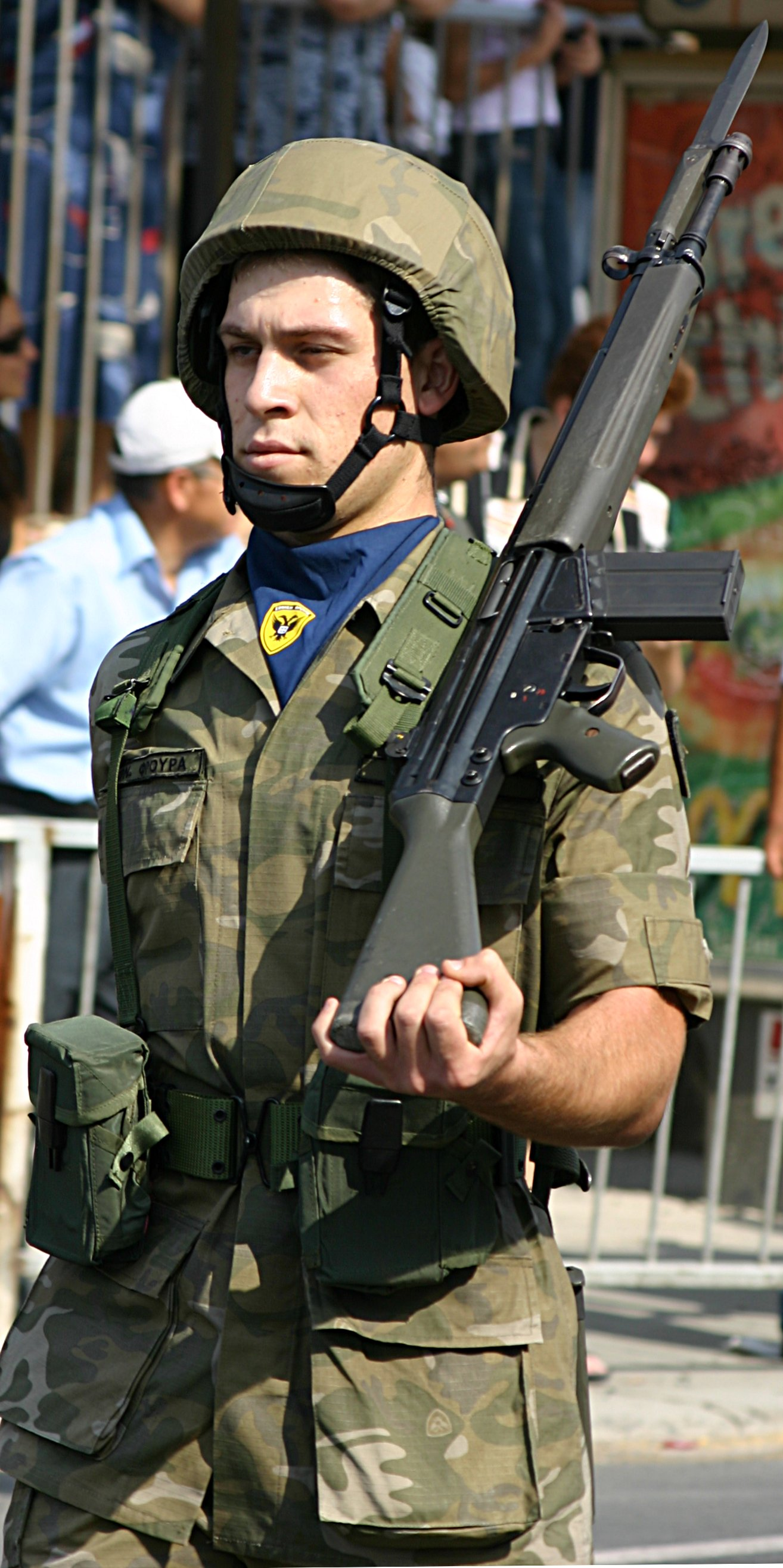
陸軍兵
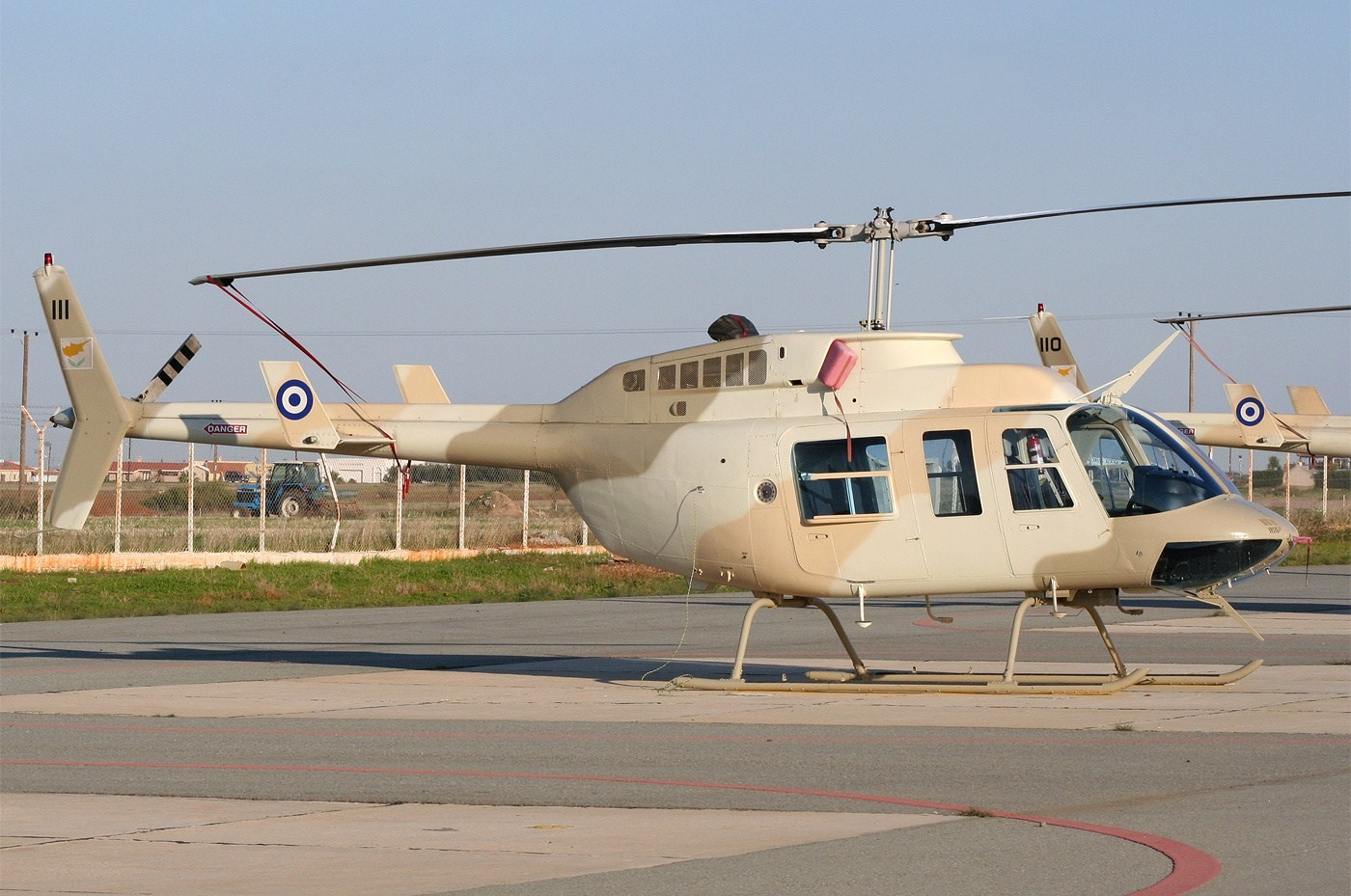
Bell 206直升機
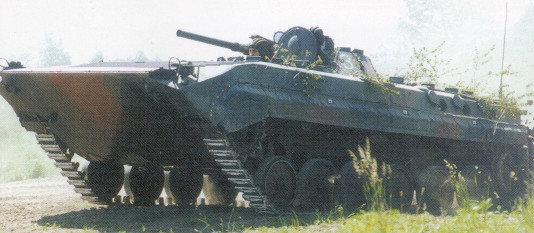
BMP運兵車
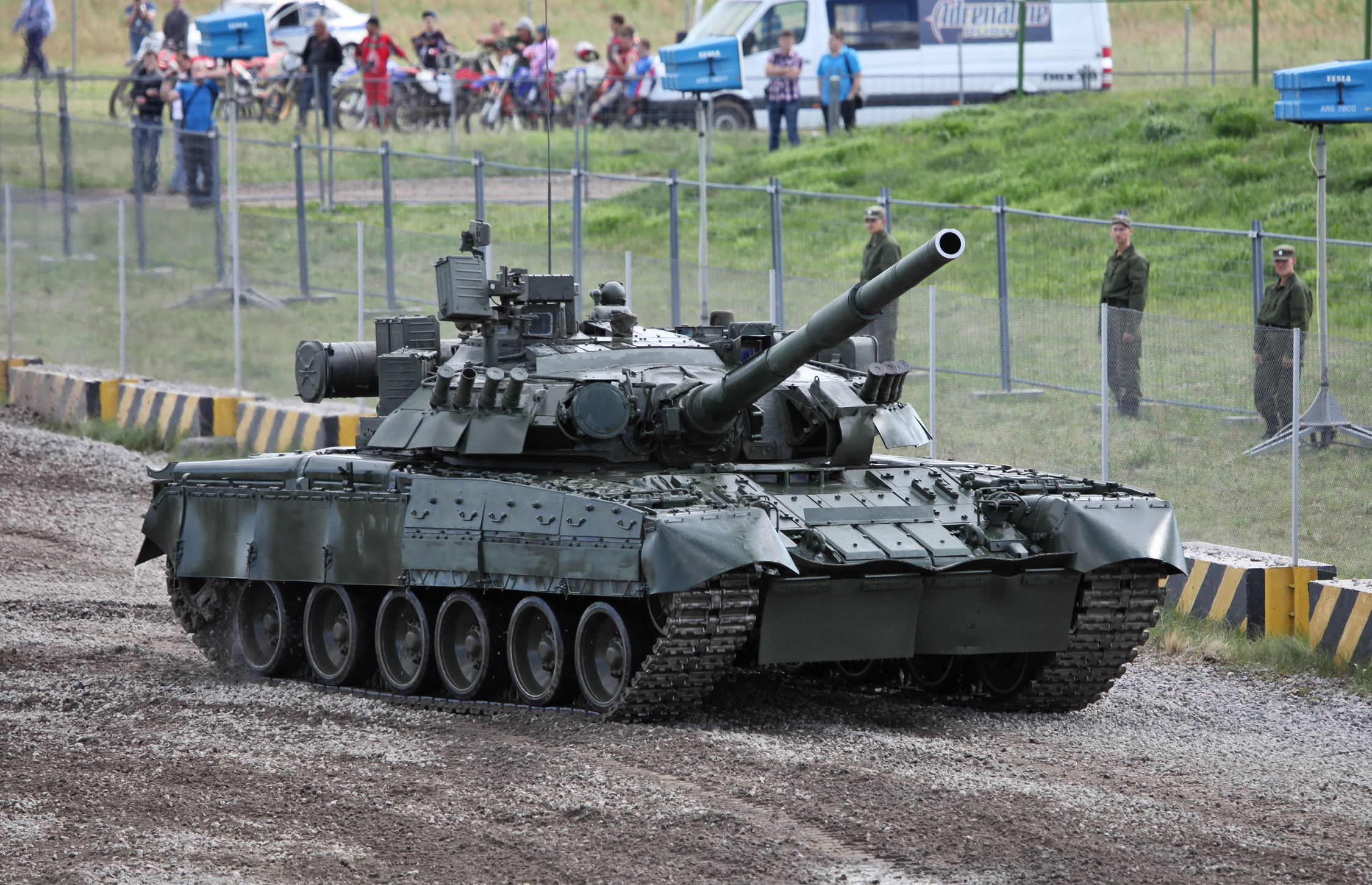
T-80U戰車

## 文化
在春天有最富盛名的利马索尔狂歡節。賽普勒斯中部和南部為傳統的信仰東正教的希臘人。北賽普勒斯則為信仰伊斯蘭教的土耳其人。

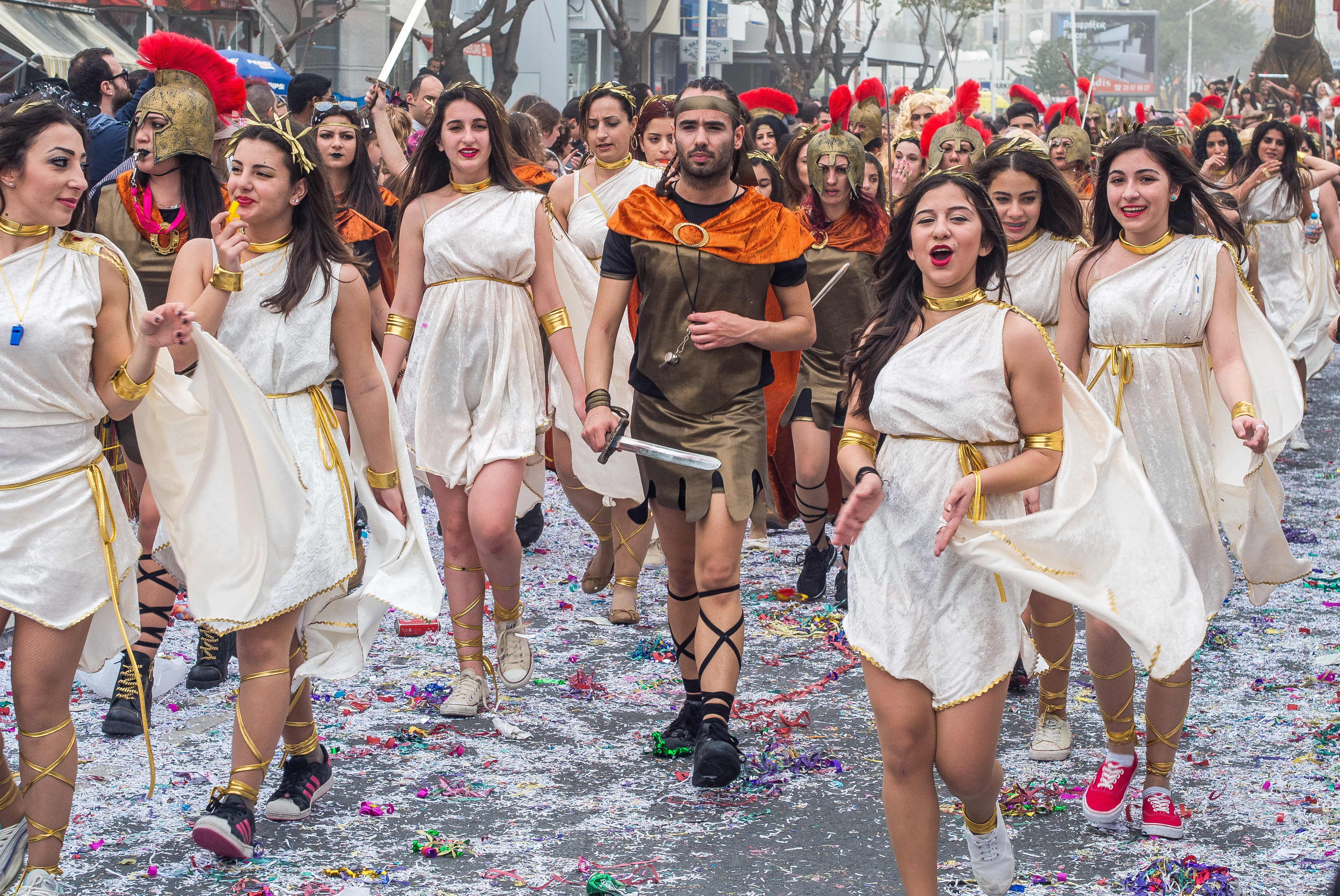
2014年利马索尔狂欢节

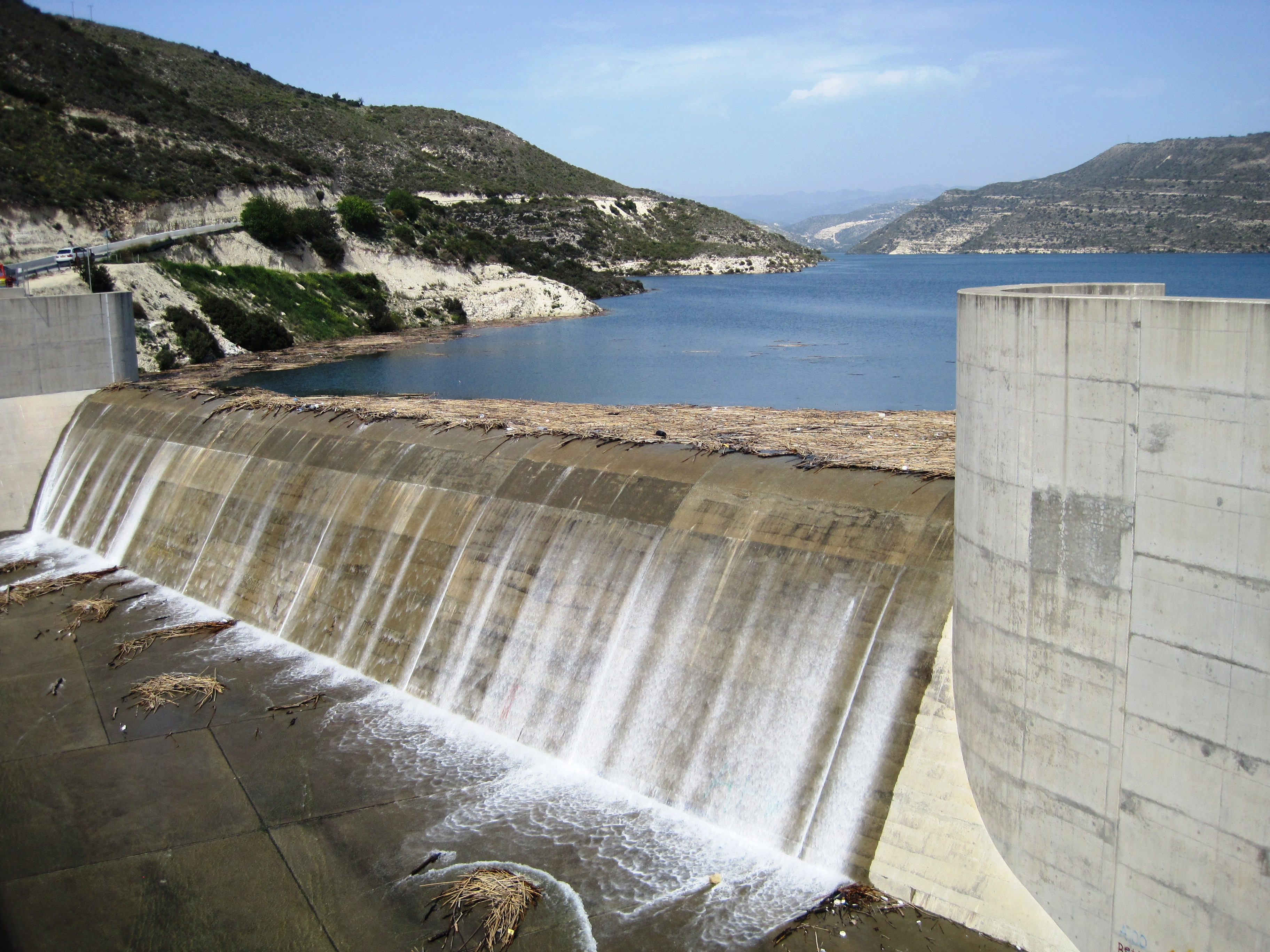
Kouris水壩

### 教育
- 賽普勒斯现有国立综合大学一所（Πανεπιστήμιο Κύπρου），使用希腊语教学。
- 主要的私立学院有：
  - 尼科西亚大学 （University of Nicosia）
  - 英国兰开夏大学賽普勒斯分校（University Of Central Lancashire Cyprus）
  - 賽普勒斯欧洲大学（European University Cyprus）
  - 賽普勒斯学院（Cyprus College）：使用英文授课。
  - 賽普勒斯国际学院（Inter College）：使用英文授课。
  - 賽普勒斯营销学院（Cyprus Institute of Marketing）：使用英文授课。
- 主要的私立中学有：
  - Xenion Education

### 宗教
根據2021年的統計，74.52希臘裔的賽普勒斯人信奉東正教的賽普勒斯教會，而2.12%土耳其裔則信奉伊斯蘭教遜尼派。
2021年塞浦路斯政府控制地區的宗教

### 媒体
在2015年自由之家的自由指数中，賽普勒斯和北賽普勒斯被评为“自由”。賽普勒斯的新闻自由得分为25/100，法律环境得分为5/30，政治环境得分为11/40，经济环境得分为9/30（得分越低则越好）。然而在2022年世界新闻自由指数排名中，无国界记者组织的新闻自由指数中，将賽普勒斯排名180个国家的第65位，得分为65.97。
賽普勒斯法律规定了言论自由和新闻自由，该国政府在实践中普遍尊重这些权利。独立的新闻机构、有效的司法和有效的民主政治制度共同确保言论和新闻自由。法律还禁止任意干涉隐私和家庭通信，政府在执行中通常遵守这些禁令。
賽普勒斯广播公司是賽普勒斯的国有广播电视媒体，该公司经营着三个电视频道。賽普勒斯广播公司一直致力于制作新闻、宗教、儿童、艺术纪录片和电视连续剧等各类节目，在部分时段也同样引进外国电视节目（提供希腊语字幕）。此外还有12个私人电视台，希腊ERT世界频道、欧洲新闻台在賽普勒斯有落地播出。

### 体育
帕夫洛斯·康蒂德斯在2012年夏季奧林匹克運動會帆船比賽小艇雷射型項目奪得銀牌，為塞浦路斯的首枚奧運獎牌。网球运动员巴格达蒂斯也是賽普勒斯人。

## 外部連結
- Cyprus （页面存档备份，存于）. The World Factbook. Central Intelligence Agency.
- Timeline of Cyprus by BBC （页面存档备份，存于）
- Cyprus from UCB Libraries GovPubs
- Cyprus （页面存档备份，存于） information from the United States Department of State includes Background Notes, Country Study and major reports
- 中的“賽普勒斯”
- Cyprus profile （页面存档备份，存于） from the BBC News
- The UN in Cyprus （页面存档备份，存于）
- Cypriot Pottery, Bryn Mawr College Art and Artifact Collections （页面存档备份，存于）
- The Cesnola collection of Cypriot art : stone sculpture （页面存档备份，存于）, a fully digitised text from The Metropolitan Museum of Art libraries
- http://cypernochkreta.dinstudio.se （页面存档备份，存于）
- Alkol Fiyatları  (页面存档备份，存于）

Government
- Cyprus High Commission Trade Centre – London （页面存档备份，存于）
- Republic of Cyprus – English Language （页面存档备份，存于）
- Constitution of the Republic of Cyprus
- Press and Information Office – Ministry of Interior 的存檔，存档日期2019-07-14.
- Annan Plan （页面存档备份，存于）

Tourism
- Read about Cyprus on visitcyprus.com （页面存档备份，存于） – the official travel portal for Cyprus
- Cyprus informational portal and open platform for contribution of Cyprus-related content （页面存档备份，存于） – www.Cyprus.com
- OpenStreetMap上有關賽普勒斯的地理

Official publications
- The British government's Foreign Affairs Committee report on Cyprus （页面存档备份，存于）.
- Legal Issues arising from certain population transfers and displacements on the territory of the Republic of Cyprus in the period since 20 July 1974 的存檔，存档日期2008-09-28.
- Address to Cypriots by President Papadopoulos (FULL TEXT) （页面存档备份，存于）
- Official Cyprus Government Web Site （页面存档备份，存于）
- Embassy of Greece, USA – Cyprus: Geographical and Historical Background